# صموئيل كوفي وودز
صموئيل كوفي وودز هو صحفي وسياسي ليبيري، ولد في 5 يناير 1964 في مونروفيا في ليبيريا.